# Felipe González Ahedo
Felipe González Ahedo, también llamado Felipe González de Ahedo o Felipe González Haedo (Santoña, 13 de mayo de 1714-Cádiz, 26 de octubre de 1802), fue un oficial de la Armada y cartógrafo español. Participó en la campaña de Nápoles y en la Guerra del Asiento, en la que se distinguió por su valor en la batalla de Cartagena de Indias. Es principalmente conocido por ser el primero en cartografiar la isla de Pascua y por tomar posesión de la misma en nombre del Rey de España Carlos III y rebautizarla como isla de San Carlos en honor del monarca. Este fue el segundo contacto documentado de los europeos con los nativos de la isla de Pascua, tras el primer avistamiento en 1722 por parte del marino holandés Jakob Roggeveen. Posteriormente tomó parte en diversas acciones de combate contra Inglaterra durante la Guerra de Independencia Estadounidense y capitaneó varias naves corsarias. Acabó sus días en Cádiz, tras alcanzar el cargo de Jefe de Escuadra.

## Entorno familiar e ingreso en la Armada Española
Felipe González Ahedo fue bautizado en la iglesia parroquial de Santa María de Puerto de la villa de Santoña el 13 de mayo de 1714. Hijo de José González de Haedo y María Pérez, ambos nacidos en Santoña, de ascendencia hidalga, y casados en Santoña en 1709. Su padre José, teniente de navío de Alto Bordo de la Armada fue regidor en 1724 y alcalde de justicia ordinaria en 1739. Sus abuelos fueron José González Delgado y María de Haedo Pumarejo, por parte paterna, y Francisco Pérez del Camino y Manuela de Haedo por parte materna, todos ellos nacidos en Santoña. Felipe tuvo al menos otros dos hermanos, Antonio y Nicolás González Ahedo, ambos oficiales de la Armada.
Posteriormente, en Cádiz, se casó con su sobrina María Sarroa González, con quien tuvo tres hijos: María Luisa, José y Manuel. Los dos varones siguieron los pasos de su padre e ingresaron en la Armada Española, mientras que su hija acabó casándose con otro oficial de la Armada, el Teniente de Navío Antonio Campuzano y Salazar, consolidando totalmente la tradición marinera de la familia.
Con tan sólo 13 años comienza su servicio en la Armada, ejerciendo de ayudante de Piloto en la urca San Bernardo, capitaneada por su padre que en aquel entonces ostentaba el rango de teniente de fragata, en 1727. A bordo de la San Bernardo realizó un corto viaje, tocando los puertos de Santander, Pasajes y La Coruña.

## Primeros años en la Armada
Por fin, en 1728, embarcado en el San Francisco Javier parte rumbo a La Habana, en el que sería su primer gran viaje, aunque ese mismo año regresa a España. En 1729 parte hacia Cádiz embarcado en el navío Santiago. En 1730 parte en un trayecto que duraría 2 años hacia Cartagena de Indias a bordo de la fragata Aránzazu. Finalmente regresa a Cádiz a bordo del navío Constante, tras varios viajes a través del Caribe. En 1732 es destinado al navío San Isidro que viajaría de Cádiz a Ferrol quedando en esta ciudad gallega desembarcado. El 23 de marzo de 1733 es ascendido a segundo piloto y en el mes de mayo del mismo año se le destina al paquebote San Diego, que haría la campaña de Nápoles para regresar en 1734 a Cádiz, tras haber participado en diversas misiones de combate. Dada la gran experiencia acumulada, a pesar de su juventud, el 24 de julio de ese mismo año asciende a primer Piloto y es destinado al paquebote Marte, donde toma parte en varias misiones de escolta hasta que en agosto de 1735 regresa nuevamente a Cádiz. En 1736 viaja a Veracruz embarcado en el navío Incendio, y en 1737 regresa a España integrado en la flota de Manuel López Pintado, marqués de Torre Blanca de Aljarafe. En abril de 1738, a bordo del navío Europa y a las órdenes de Benito Antonio Espínola parte rumbo a Puerto Rico, donde es transbordado, en junio de ese mismo año al navío San Juan, capitaneado por el comandante José Herrera, recalando en los puertos de Ocoa y Veracruz. Desde Veracruz parte, a bordo de la fragata San Jorge rumbo a La Habana. Finalmente, con una enorme experiencia en navegación y en guerra naval, en septiembre de 1738 se le envía a bordo del navío Dragón a Cartagena de Indias, para participar en su defensa ante los ataques ingleses durante la inminente Guerra del Asiento.

## Participación en la Batalla de Cartagena de Indias

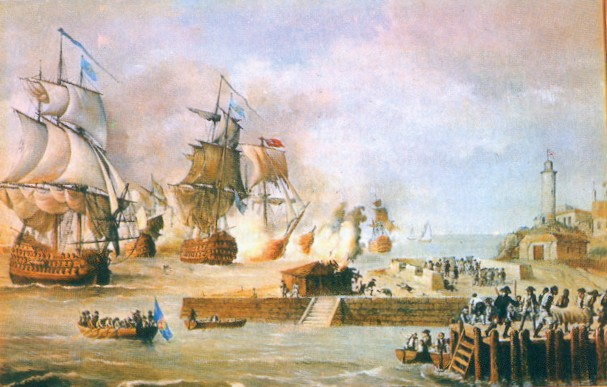
Batalla de Cartagena de Indias en la que Ahedo se destacó por su valor siendo ascendido a Alférez de Navío.

Felipe González de Ahedo es tan solo un ejemplo de la extraordinaria calidad militar de los hombres que lucharon en la defensa de Cartagena de Indias a las órdenes del almirante Blas de Lezo, Patapalo.
En octubre de 1739 Inglaterra declara la guerra a España tras un incidente entre un guardacostas español y un contrabandista inglés, en el que el capitán español, Juan León Fandiño, cercenó una oreja al capitán inglés Robert Jenkins. Este incidente, poco significativo en sí mismo, supuso una excusa para que Inglaterra tratase de arrebatar a España sus posesiones americanas, para hacerse así con el monopolio del comercio entre Europa y América. El mando de las operaciones navales inglesas se asignó al almirante sir Edward Vernon, que en noviembre de 1739 atacó y saqueó la plaza española de Portobelo. En 1741 Vernon partió de Jamaica británica al mando de una flota de 186 naves y 27 600 hombres con la intención de tomar al asalto el principal puerto comercial español en el Virreinato de Nueva Granada, Cartagena de Indias, que estaba en aquel momento defendida por tan solo 3000 soldados y marinos españoles, 600 arqueros indios y 6 buques. Tras hundirse los seis buques por orden de Lezo para bloquear las entradas al puerto, los marinos fueron destinados a posiciones terrestres. A González de Ahedo se le asignó el mando del fuerte de San Pedro, participando de forma heroica en el rechazo del asalto inglés al castillo de San Lázaro. El 23 de marzo Ahedo es ascendido a alférez de navío por el valor demostrado en esta acción de guerra.
La batalla duró del 13 de marzo al 23 de mayo de 1741, periodo durante el cual ambos contendientes tuvieron que soportar unas durísimas condiciones de vida, incluyendo una epidemia de fiebre amarilla. Tras todo tipo de enfrentamientos, entre los que se cuentan asaltos nocturnos a la bayoneta por parte de los españoles, y ante la debacle de las tropas inglesas, el Almirante Vernon ordena la retirada habiendo perdido unos 10 000 hombres. Los españoles por su parte perdieron unos 800 hombres.

## La Expedición de González de Ahedo a la Isla de Pascua

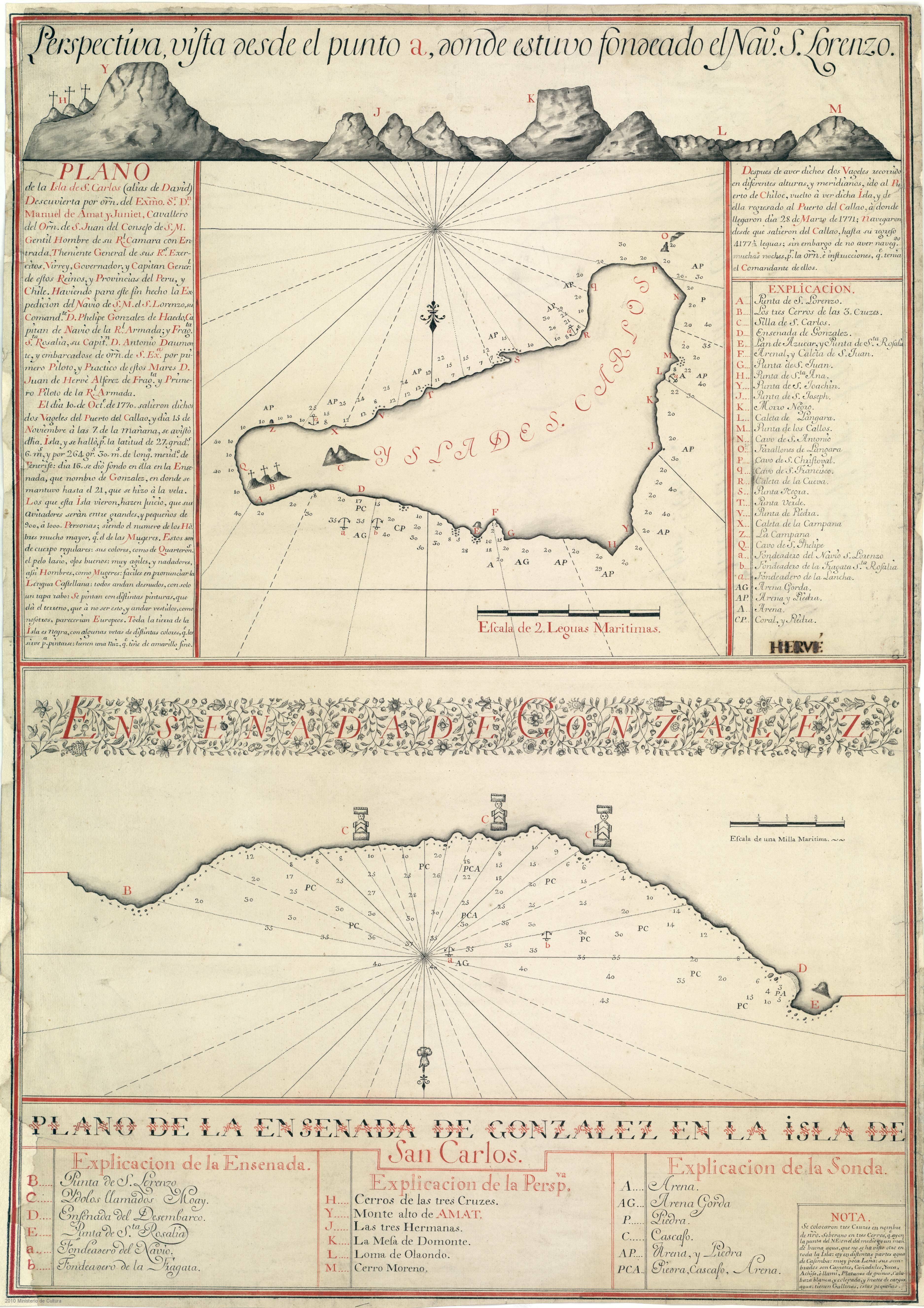
El mapa de la Isla de Pascua (renombrada como "Isla de San Carlos") de la expedición de González Ahedo en 1770.

A finales de la década de 1760, las distintas noticias acerca de los derroteros de naves extranjeras a través de zonas de dominio español como el estrecho de Magallanes, los avistamientos de piratas y contrabandistas así como la recalada por motivos de urgencia en las costas del Perú del buque francés Saint-Jean Baptiste provocaron preocupación al entonces virrey del Perú, Manuel de Amat y Juniet. Esto le llevó a organizar una expedición de exploración y reconocimiento con dos objetivos principales: Tratar de encontrar y reconocer las islas de Davis (o David) y de Luján, así como la de Madre de Dios por una parte, y por otra, comprobar si había asentamientos o tropas extranjeras en las zonas del sur de Chile o en cualquiera de las islas antes mencionadas.
La expedición, al mando de González Ahedo partió del Callao el 10 de octubre de 1770 y estaba compuesta por el navío San Lorenzo, de 70 cañones, capitaneado por el propio González Ahedo, y por la fragata Santa Rosalía, de 26 cañones, capitaneada por Antonio Domonte. Ambos barcos sumaban una tripulación de más de 500 hombres.
Según los datos de navegación, tras superar los 280.º del meridiano de Tenerife (96.º de longitud oeste de Greenwich) continuaron el viaje manteniéndose en los 27.º de latitud sur. Finalmente, llegaron a la isla de Pascua, que ellos identificaron erróneamente con la isla de Davis, el 15 de noviembre de 1770. Aunque los españoles no lo sabían, esta era la segunda vez que un europeo había visto la Isla de Pascua, ya que como posteriormente averiguaron, había sido encontrada de forma fortuita por el holandés Jakob Roggeveen 48 años antes.
Durante los cinco días posteriores, circunnavegaron la isla con dos lanchas, investigando y cartografiando a fondo la costa, así como dando nombres españoles a los accidentes geográficos más relevantes. De todos aquellos nombres, el único que se conserva en las cartas de navegación actuales es el de Punta Rosalía, nombrada como uno de los barcos de la expedición. Se trazaron los planos de la isla, siendo estos los primeros que se hacían de Pascua, y apareciendo en ellos los primeros dibujos de los moái. Posteriormente, estos planos serían utilizados por otros exploradores europeos que visitaron la isla, como James Cook (en 1774) o Jean-François de La Pérouse (en 1786).
También se adentraron en la isla, estableciendo una relación cordial con sus habitantes y estudiando el terreno, los cultivos, la fauna y las costumbres de los nativos. Finalmente, el 20 de noviembre de 1770, tras el levantamiento del acta correspondiente por parte del contador del navío, Antonio Romero, acordaron con los jefes locales la anexión de la isla a la Corona Española y la bautizaron como isla de San Carlos en honor al entonces rey de España, Carlos III. Se llevó a cabo la correspondiente ceremonia en la parte noreste de la isla donde se izaron tres cruces de madera en la parte superior de tres pequeñas colinas en el volcán Poike.
Tras esto abandonaron la isla y partieron en búsqueda de las supuestas islas indicadas por algunas cartas marinas al oeste de Pascua. Al no encontrar nada en esa zona del Pacífico decidieron poner de nuevo rumbo a Chile. Tras arribar a Chiloé, Ahedo fue informado por el gobernador de la región, Carlos Berenguer, que el sur de Chile ya había sido reconocido y no se habían encontrado indicios de presencia de colonos o tropas extranjeras, por lo que Ahedo dio la orden de regresar a El Callao desviándose hacia el oeste y divisando de nuevo la isla de Pascua. Finalmente arribaron al Perú el 29 de marzo de 1771, donde informaron de la isla como en gran parte sin cultivar, y con una costa bordeada con enormes estatuas de piedra.
Según los cálculos de los pilotos, la expedición había recorrido en total 4.177 leguas es decir, unos 23.400 kilómetros.

## Vida posterior
En 1772, González de Ahedo regresó a España, estableciéndose en Cádiz. Durante los años posteriores fue integrante de una escuadra bajo mando de Luis de Córdova, tomando parte, entre otras hazañas, en el apresamiento del navío inglés Ardent, armado con 74 cañones.
Posteriormente sirvió en diversas escuadras dedicadas a combatir a las naves piratas y buques de guerra extranjeros que acosaban a naves mercantes españolas en el Atlántico y en el Pacífico.
Finalmente falleció en Cádiz, ya anciano, el 26 de octubre de 1802. Su testamento se encuentra protegido en el Archivo Histórico Provincial de Cádiz.